# Marches, Drôme
 Marches là một xã thuộc tỉnh Drôme trong vùng Auvergne-Rhône-Alpes đông nam nước Pháp. Xã Marches, Drôme nằm ở khu vực có độ cao trung bình 136 mét trên mực nước biển.